# David Gross

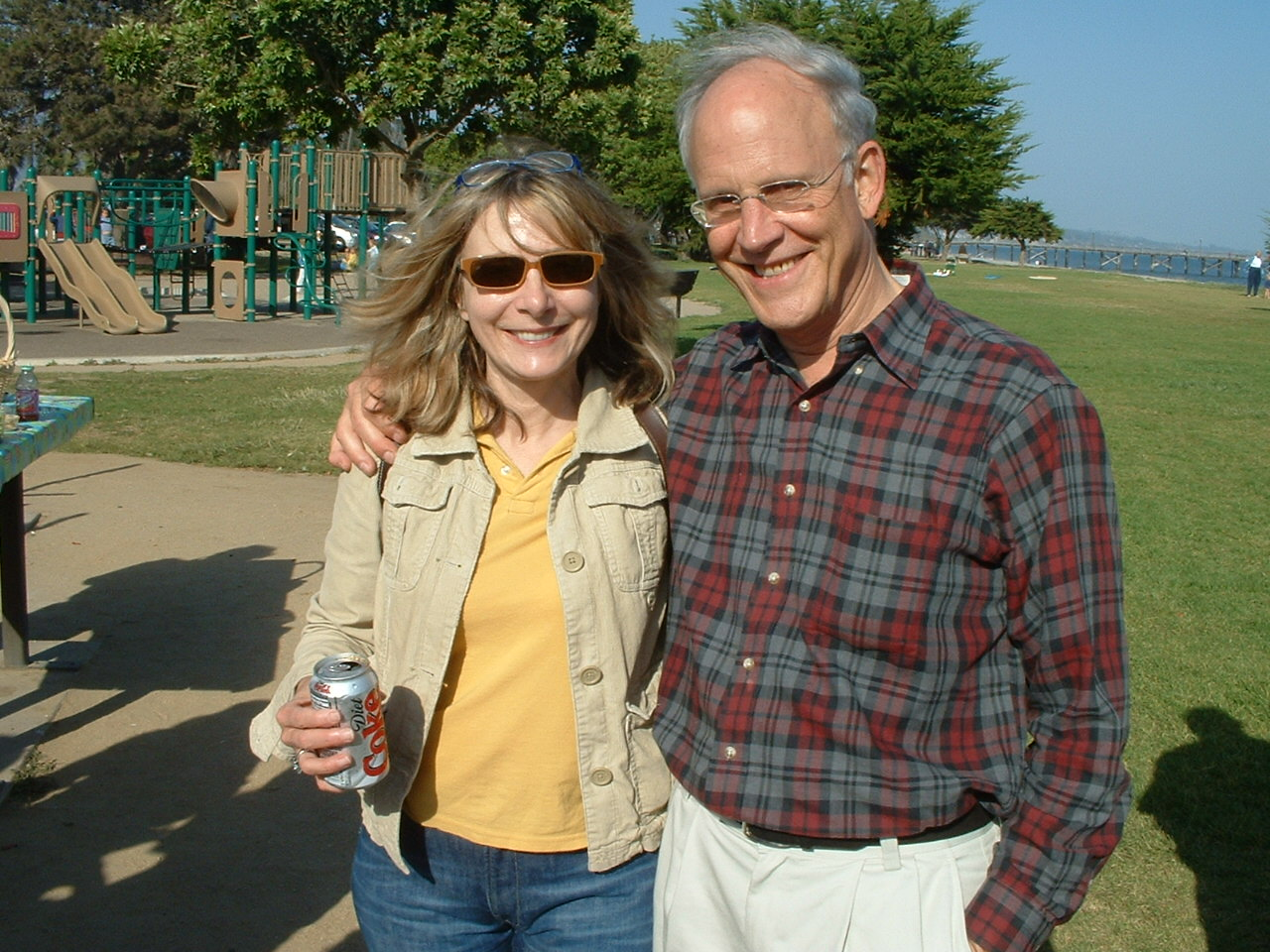
David Gross und seine Frau

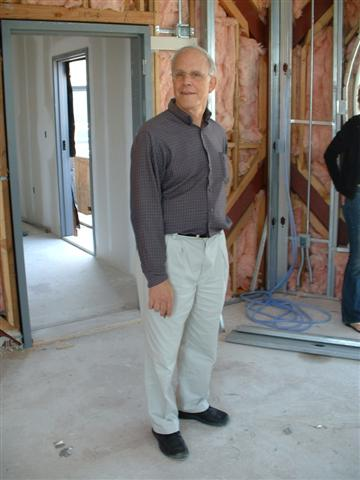
David Gross bei Bauarbeiten des KITP

David Jonathan Gross (* 19. Februar 1941 in Washington, D.C., USA) ist ein US-amerikanischer Physiker und Träger des Nobelpreises für Physik 2004.

## Leben
Gross’ Vater Bertram Myron Gross, ein Sohn jüdischer Einwanderer aus Osteuropa, war ein Senats-Mitarbeiter, der 1946 den Employment Act mitentwarf. Gross wuchs zunächst in einem Vorort von Washington auf und dann in Jerusalem, wo sein Vater Mitte der 1950er Jahre im Auftrag der US-Regierung an der Hebräischen Universität von Jerusalem Öffentliche Verwaltung lehrte. Dort studierte David Gross Mathematik und Physik und machte 1962 seinen Bachelor-Abschluss. Er promovierte 1966 an der University of California, Berkeley in Physik bei Geoffrey Chew über die damals florierende S-Matrix-Theorie der Elementarteilchenphysik. Danach war er 1966 bis 1969 Junior Fellow der Harvard University, 1969 Gastwissenschaftler am CERN und ab 1969 Assistant Professor, Associate Professor und ab 1987 Eugene Higgins Professor of Physics an der Princeton University, wo er bis 1996 war. Ab 1996 war er Direktor des Kavli Institute for Theoretical Physics an der University of California, Santa Barbara, wo er zurzeit Frederick W. Gluck-Professor für Theoretische Physik ist.
Er war zweimal verheiratet und hat zwei Kinder aus erster Ehe. Seine Tochter Ariela Gross ist Jura-Professorin an der University of Southern California. Er ist seit 2001 mit Jacquelyn Savani verheiratet.

## Wirken
1973 entdeckte er zusammen mit seinem ersten Doktoranden Frank Wilczek die Asymptotische Freiheit, welche besagt, dass die Starke Wechselwirkung zwischen Quarks umso schwächer ist, je näher diese beieinander sind. Falls zwei Quarks extrem nah zusammen sind, ist die Wechselwirkung so schwach, dass sie sich fast wie freie Teilchen verhalten. Die Ableitung dieser Eigenschaft, die unabhängig von David Politzer erfolgte, war ein wichtiger Schritt in der Entwicklung der Quantenchromodynamik (QCD). Ab Mitte der 1970er Jahre beschäftigte er sich mit Roger Dashen und Curtis Callan mit Instantonen in der QCD und ihrer Rolle beim Confinement-Mechanismus von Quarks. Mit André Neveu entwickelte er 1974 das Gross-Neveu-Modell, ein einfaches Modell wechselwirkender Fermionen mit unitärer Symmetrie in einer Raumdimension, an dem Phänomene wie dynamische Massenerzeugung studiert werden können.
In den 1980er Jahren verlagerte sich sein Interesse auf die Stringtheorie, mit der er sich schon Ende der 1960er Jahre und Anfang der 1970er Jahre in Zusammenarbeit mit John Schwarz und André Neveu beschäftigt hatte. 1984 entwickelte Gross zusammen mit Jeff Harvey, Emil Martinec und Ryan Rohm die Heterotische Stringtheorie, einer von fünf Superstring-Theorien. Er beschäftigte sich auch mit dem Hochenergieverhalten von Strings und der Anwendung von Strings in der QCD. So bewies er 1988 mit Periwal die Divergenz der Störungsreihe der bosonischen Stringtheorie.
Zu seinen Studenten zählen Edward Witten und Frank Wilczek.

## Auszeichnungen und Preise
2004 erhielt Gross gemeinsam mit Frank Wilczek und David Politzer den Nobelpreis für Physik „für die Entdeckung der asymptotischen Freiheit in der Theorie der Starken Wechselwirkung“.
1970 bis 1974 war er Sloan Research Fellow und 1987 MacArthur Fellow. Er ist Mitglied der National Academy of Sciences (1986), der American Association for the Advancement of Science (1987), der American Academy of Arts and Sciences (1985) und der American Philosophical Society (2007) sowie Fellow der American Physical Society. 1986 erhielt er den Sakurai-Preis der American Physical Society, 1988 die Dirac-Medaille (ICTP) und 2000 die Oskar-Klein-Medaille der Universität Göteborg sowie den Harvey-Preis des Technion in Haifa. 2003 erhielt er den Preis der Europäischen Physikalischen Gesellschaft in Elementarteilchenphysik und 2004 die Grande médaille de l’Académie des sciences. 2000 wurde er Ehrendoktor der Universität Montpellier und 2001 der Hebräischen Universität in Jerusalem. Seit 2016 ist er auswärtiges Mitglied der Russischen Akademie der Wissenschaften.